# Toni Kuivasto
Toni Kuivasto (* 31. Dezember 1975 in Tampere) ist ein ehemaliger finnischer Fußballspieler. Der Abwehrspieler, der zwischen 1997 und 2009 in 75 Länderspielen für die finnische Nationalmannschaft auflief, spielte im Laufe seiner Karriere in Finnland, Schweden und Norwegen.

## Werdegang

### Karrierestart in Finnland
Kuivasto entstammt der Jugend von Tampereen Ilves. Für den Klub aus seiner Heimatstadt debütierte er im August 1992 bei einem Spiel gegen FC Honka im finnischen Profifußball. Anfangs nur Ergänzungsspieler konnte er sich ab 1994 in der Mannschaft festspielen. Obwohl er mit seinem Klub meistens gegen den Abstieg spielen musste, empfahl er sich für die Nationalmannschaft. Im Februar 1997 debütierte er bei der 1:2-Niederlage der finnischen Landesauswahl gegen die malaysische Nationalmannschaft im Nationaljersey.
Zu Beginn desselben Jahres wechselte Kuivasto nach dem Abstieg seines Vereins innerhalb der Veikkausliiga zum Ligarivalen MyPa, wo er sich als Stammspieler etablierte und in seinem ersten Jahr alle 27 Saisonspiele bestritt. Nach Ende der folgenden Spielzeit zog er zum Hauptstadtklub HJK weiter. In der Spielzeit 1999 verpasste er lediglich ein Saisonspiel und trug somit zur Vizemeisterschaft hinter Valkeakosken Haka bei. Auch im folgenden Jahr bestritt er nahezu jedes Spiel, es reichte zum vierten Platz.

### Wechsel ins Ausland und Titelgewinne
Kuivasto hatte sich mittlerweile im Ausland einen Namen gemacht. Vor Beginn der Spielzeit 2001 schloss er sich nach über 180 Spielen in der Veikkausliiga dem norwegischen Klub Viking FK an. In seinem ersten Jahr in der Tippeligaen erreichte er mit dem Klub hinter Meister Rosenborg BK und Lillestrøm SK den dritten Tabellenrang. Zudem zog er mit der Mannschaft an der Seite von Morten Berre, Bjørn Dahl, Erik Nevland und seinem Landsmann Hannu Tihinen ins Pokalfinale ein, das durch einen 3:0-Erfolg über Bryne FK erfolgreich gestaltet wurde. Nach einem vierten Platz im folgenden Jahr wechselte er Anfang Juli 2003 in die schwedische Allsvenskan.
Für den Stockholmer Klub Djurgårdens IF bestritt Kuivasto bis zum Ende der Spielzeit 2003 13 Saisonspiele und trug somit zum Gewinn des Lennart-Johansson-Pokals für den schwedischen Landesmeister bei. Im folgenden Jahr hielt er sich in der Stammformation und bestritt jede Spielminute. In den folgenden Spielzeiten gehörte Kuivasto sowohl bei seinem Verein als auch in der Nationalmannschaft weiterhin zu den Stammspielern. Mit der Mannschaft um Spieler wie Matías Concha, Fredrik Stenman und Johan Arneng verpasste er als Tabellenvierter die Titelverteidigung, jedoch zog er mit dem Klub ins Endspiel um den schwedischen Landespokal gegen IFK Göteborg ein, das nach Toren des zweifachen Torschützen Daniel Sjölund und von Andreas Johansson mit einem 3:1-Erfolg endete. 
In der Spielzeit 2005 lief Kuivasto unter Trainer Kjell Jonevret in 23 Saisonspielen auf. An der Seite von Pa Dembo Tourray, Markus Johannesson und Tobias Hysén gewann er seinen zweiten Meistertitel in Schweden. Zudem erreichte er mit dem Verein erneut das Pokalfinale. Gegen Åtvidabergs FF stand er wie im Vorjahr über die gesamte Spieldauer auf dem Platz. Beim 2:0-Erfolg trug er sich neben Hysén als Torschütze in die Pokalgeschichte ein und verhalf dem Klub zum Doublegewinn.
Kuivasto hielt sich weiterhin in der Stammformation, bis er sich im Sommer 2006 einer Operation am Meniskus unterziehen musste und verletzungsbedingt ausfiel. Nach seiner Wiedergenesung kehrte er direkt in die Startformation zurück. Mit dem Klub konnte er jedoch nicht an die vorherigen Erfolge anknüpfen, mit der Nationalelf konnte er jedoch in der Qualifikation zur Europameisterschaft 2008 überraschen. In der Gruppe A verpasste die Mannschaft mit drei Punkten Rückstand auf die zweitplatzierte portugiesische Landesauswahl die erstmalige Teilnahme an einer Europameisterschaftsendrunde knapp, dabei kam er jedoch unter Nationaltrainer Stuart Baxter immer weniger zum Einsatz. 
In der Spielzeit 2009 noch Stammspieler bei Djurgårdens IF entschloss sich der Klub den zum Jahresende auslaufenden Vertrag Kuivastos nicht zu verlängern. In der Folge war er ohne Klub, ehe er Anfang Februar beim finnischen Klub FC Haka einen Einjahreskontrakt unterzeichnete.